# David Llobet i Torrente
David Llobet i Torrente, conegut futbolísticament com a Llobet (Cambrils, 29 d'agost de 1989) és un futbolista català que juga de migcampista.

## Trajectòria esportiva
Llobet es va formar a les categories inferiors de l'Escola de Futbol Veterans de Cambrils. El 2006 va fitxar pel Gimnàstic de Tarragona, on va disputar el segon any de juvenil, i posteriorment es va traslladar a Barcelona per jugar al CE Europa el seu tercer i últim any de juvenil. En la seva primera temporada com a amateur, Llobet debuta a Tercera divisió amb l'equip gracienc. La temporada 2009-10 Llobet torna al Camp de Tarragona, per jugar amb la Pobla de Mafumet, filial del Nàstic, a Tercera.
La temporada 2010-11 Llobet dona el salt a Segona divisió B, fitxant pel UE Sant Andreu de Natxo González. A la primera volta Llobet disposa de molt pocs minuts, jugant tan sols 5 partits, un dels quals de titular. Però tot i així aconsegueix marcar dos gols, contra el FC Santboià i la UDA Gramenet. A la segona volta Natxo González Llobet té un protagonisme més gran, sent convocat en tots els partits, jugant-ne 17 i sent titular en 11. Llobet marca dos gols més, ambdós contra el CD Teruel.
A l'inici de la temporada 2011-12 el Sant Andreu pateix una profunda renovació a tots els nivells. Llobet és un dels 5 jugadors que continuen de la temporada anterior, a les ordres de Piti Belmonte.